# Harm Vanhoucke
Harm Vanhoucke (* 17. Juni 1997 in Kortrijk) ist ein belgischer  Radrennfahrer.

## Karriere
Als U23-Fahrer gewann Vanhoucke mit 2016 mit einer Etappe der Tour de Savoie Mont-Blanc sein erstes internationales Eliterennen und das U23-Rennen Piccolo Giro di Lombardia. Es folgten 2017 der Sieg bei der Flèche Ardennaise und einer Etappe des Giro della Valle d’Aosta. Er galt als einer der besten Bergfahrer seiner Kategorie.
Mit Beginn der Saison 2018 wechselte Vanhoucke zum UCI WorldTeam Lotto Soudal, konnte aber zunächst nicht an die bisherigen Ergebnisse anknüpfen. Mit der Vuelta a España 2019 bestritt er seine erste Grand Tour, die er als 115. beendete. Beim Giro d’Italia 2020 bekam er auf der dritten Etappe von seiner Mannschaft freie Fahrt und belegte bei der Bergankunft am Ätna hinter zwei Mitgliedern einer frühen Ausreißergruppe und vor den Favoriten auf den Gesamtsieg den dritten Rang, wobei er an der Schlusssteigung die schnellste Zeit aller Fahrer erzielte. Bei der Tour de l’Ain 2021 und der Sibiu Cycling Tour 2022 verpasste er jeweils als zweiter der Gesamtwertung nur knapp seinen ersten Sieg bei einer Rundfahrt.
Zur Saison 2023 wechselte Vanhoucke das Team und wurde Mitglied im Team DSM.

## Erfolge
2016
- eine Etappe Tour de Savoie Mont-Blanc
- Piccolo Giro di Lombardia

2017
- Flèche Ardennaise
- eine Etappe Giro della Valle d’Aosta

2020
- Bergwertung Tour Poitou-Charentes en Nouvelle-Aquitaine

## Grand Tour-Platzierungen
| Grand Tour            | 2019 | 2020 | 2021 | 2022 | 2023 | 2024 |
| --------------------- | ---- | ---- | ---- | ---- | ---- | ---- |
| Giro d’ItaliaGiro     | –    | 60   | 86   | DNF  | DNF  | –    |
| Tour de FranceTour    | –    | –    | –    | –    | –    | 130  |
| Vuelta a EspañaVuelta | 115  | –    | 115  | –    | –    | –    |